# 11-й механизированный батальон
11-й механизированный батальон им. капитана Яна Францисциского (словац. 11. (Jedenásty) mechanizovaný prápor im. kapitána Jána Francisciho) — основное моторизованное подразделение словацкой армии входящее в состав элитной 1-й механизированной бригады ВС Словакии. Батальон находится под непосредственным командованием Сухопутных войск Словакии. Это подразделение является частью высокой готовности сил НАТО. Батальон дислоцируется в Мартине.

## История
1 октября 1995 года был создан быстрого реагирования батальон, который был также первым профессиональным отделением в вооружённых силах Словакии. В 1997 г. бойцы батальона стали единственным подразделением словацкой армии, получившим право носить зелёный берёт.
В 2000 году переименован в «батальон быстрого реагирования», а 7 февраля 2001 года ему присвоено почётное звание «батальон быстрого реагирования имени капитана Яна Францисциского».
29 марта 2004 года Словакия вступила в блок НАТО и (в соответствии с планами выделения войск в состав объединенных вооруженных сил НАТО) батальон был включен в состав сил первоочередного задействования НАТО. В это время он представлял собой аэромобильный пехотный батальон численностью 600 военнослужащих.
1 октября 2006 года батальон получил своё нынешнее название.
1 июля 2007 года подразделение было исключено из батальонов радиационной и химической защиты, зенитно-ракетных батарей и инженерно-технической поддержки.
9 июля 2013 года военнослужащий батальона Даниэл Кавуляк был застрелен в аэропорту Кандагара.

## Структура
- Командование и штаб батальона (словац. veliteľstvo a štáb práporu)
- Батальонный лазарет (словац. práporné obväzisko)
- Рота боевого обеспечения (словац. rota bojového zabezpečenia)
- Рота боевой поддержки (словац. rota bojovej podpory)
  - Один взвод, усиленный 98-мм миномётами
  - Один противотанковый взвод, оснащённый бронетранспортёрами OT-90 с ПТРК типа «Конкурс»
  - Инженерный взвод (словац. ženijná čata)
- Три механизированные роты на боевых машинах пехоты BVP-2